# Outotec
Outotec Oyj (NASDAQ OMX: OTE1V) er en finsk virksomhed med hovedsæde i Espoo. Koncernen tilbyder teknologier og services indenfor metal og mineralbearbejdningsindustrien. Fokus er på fremstilling af maskiner og udvikling af metoder, som faciliterer de forskellige trin i metaludvinding og mineralforarbejdning fra malm til rent metal eller mineral, herunder slibning og fysisk adskillelse af malm og smeltning og udvaskning af grundmetaller og ædelmetaller. Der tilbydes også ingeniørarbejde og produktservicering.
I 2015 var koncernens omsætning på 1,2 mia. €, og der var 4.859 medarbejdere.
Outotec var tidligere en helejet forretningsenhed i Outokumpu, som blev etableret i slutningen af 1940'erne, men som blev fraspaltet til en selvstændig virksomhed i juni 2006. Moderselskabet Outotec fokuserede derefter sine forretninger på rustfrit stål. Kort efter fraspaltning blev Outotec børsnoteret på Helsinki Stock Exchange og virksomheden blev hurtigt en del af aktieindekset OMXH25.